# Западное кладбище (Минск)
Западное кладбище — кладбище в окрестностях столицы Беларуси города Минска. Открыто 31 июля 2003 года.
Находится в Минском районе к юго-западу от деревни Дубенцы. Имеет площадь 50 га. Является единственным городским кладбищем, на котором продолжаются захоронения. На кладбище выделены участки для почётного захоронения. После 2023 года планируется повторное использование участков. Транспортное сообщение организовано городским автобусным маршрутом 170э.

## Известные захоронения
- Ахроменко, Владислав Игоревич (1965—2018) — белорусский писатель, прозаик, драматург и сценарист.
- Моряков, Леонид Владимирович (1958—2016) — белорусский журналист, писатель, историк.
- Тарайковский, Александр Валерьевич (1986—2020) — минчанин, убитый во время карательной операции по подавлению акций протеста.